# Rance Howard
Rance Howard (nacido Harold Rance Beckenholdt; Duncan, Oklahoma; 17 de noviembre de 1928-Los Ángeles, California; 25 de noviembre de 2017) fue un actor de cine y televisión y guionista estadounidense.

## Biografía
Fue hijo de Ethel Cleo (nacida Tomlin) y Engel Beckenholdt, de profesión agricultor. Cambió su nombre a Rance Howard cuando decidió convertirse en actor.
Se casó con la actriz Jean Speegle Howard en Burbank (California) en 1949. Sus hijos son el actor y director Ron Howard y el actor Clint Howard. También es el abuelo de las actrices Bryce Dallas Howard y Paige Howard. Su hijo Ron nació mientras estaba sirviendo la Fuerza Aérea de los Estados Unidos.